# 吉沢昭
吉沢 昭（よしざわ あきら、1949年1月16日 - ）は、日本のフィギュアスケート選手（男子シングル）。選手引退後はフィギュアスケート審判員を務めた。1968年、1969年全日本フィギュアスケート選手権2位。
東京都出身。千代田区立練成中学校、明治大学付属明治高等学校、明治大学卒業。妹の吉沢春水もフィギュアスケート選手だった。

## 経歴
1969年、国民体育大会に東京都代表で出場し、一般男子で優勝する。同年、全日本選手権に出場し小塚嗣彦に続いて2位に入る。
1970年、全日本選手権では樋口豊に続いて2年連続で2位となる。
また日本学生氷上競技選手権大会では第41回（1969年）と第42回（1970年）に2位、第43回（1971年）に1位を獲得した。
引退後は、国内外の大会で審判員を務めていた（2007年ユニバーシアード、2010年全日本選手権、2019年ユニバーシアードなど）。

## 主な戦績
| 大会/年      | 1968-69 | 1969-70 |
| ------------ | ------- | ------- |
| 全日本選手権 | 2       | 2       |
| 国民体育大会 | 1       | 1       |